# 澤野聖悠
澤野 聖悠（さわの きよはる、2002年3月9日 - ）は、愛知県名古屋市北区出身のプロ野球選手（内野手・育成選手）。右投左打。東京ヤクルトスワローズ所属。

## 経歴

### プロ入り前
幼稚園の頃からサッカーをプレーし、名古屋市立飯田小学校でもサッカーをプレーしていたが、小学校6年生から名古屋北リトルで野球を始める。名古屋市立大曽根中学校では瀬戸シニアに所属し、控えの選手であった。
誉高校進学後、1年秋から三塁手でレギュラーとなり、2年春には愛知県大会優勝。2年秋から遊撃手のレギュラーとなり、12月には石川昂弥らとともにオーストラリア遠征の愛知県選抜に選ばれた。3年夏の愛知県大会はノーシードから勝ち上がり、同校初の甲子園出場に貢献した。第101回全国高等学校野球選手権大会では武岡龍世、伊藤大将ら擁する八戸学院光星高校と開幕戦で対戦したが、3打数無安打に抑えられ、チームも敗れた。
2019年のプロ野球ドラフト会議で、東北楽天ゴールデンイーグルスから育成4巡目で指名。支度金200万円、年俸230万円（金額は推定）という条件で入団した。背番号は141。

### 楽天時代

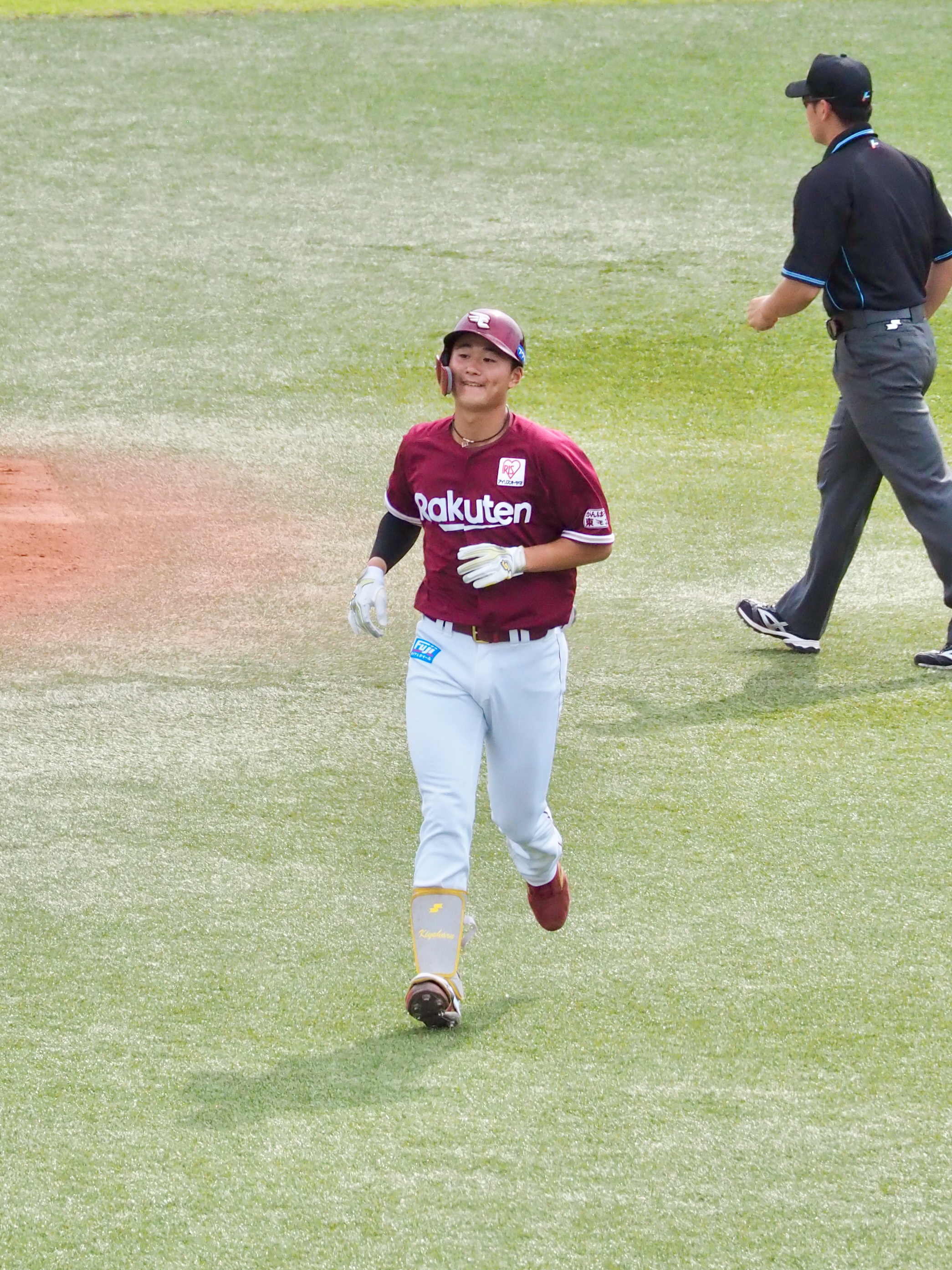
楽天時代
（2021年6月2日 ヤクルト戸田球場）

入団後は年々打率が低下し、3年目の2022年には、二軍公式戦51試合の出場で、打率.125、0本塁打、6打点という成績だった。育成選手として入団後3シーズンが経過したため、規約に基づき10月31日に一旦自由契約となったが、11月9日に育成選手として再契約を結んだ。
2023年は打率.096、1打点とさらに成績が悪化したものの、再契約を結んだ。
2024年は打率.202、12打点とやや持ち直したが、10月29日に戦力外通告を受けた。

### ヤクルト時代
2024年11月26日、東京ヤクルトスワローズが育成選手として獲得することを発表。背番号は023。

## 選手としての特徴
高校通算26本塁打を放った大型内野手。強肩を活かした守備も光る。

## 詳細情報

### 年度別打撃成績
- 一軍公式戦出場なし

### 背番号
- 141（2020年[7] - 2024年）
- 023（2025年[12] - ）

### 登場曲
- 『ひまわり』遊助（2020年）
- 『希望の轍』サザンオールスターズ（2021年）※奇数打席
- 『Everybody Go』Kis-My-Ft2（2021年）※偶数打席